# Bezbog Peak
Der Bezbog Peak (bulgarisch връх Безбог wrach Besbog) ist ein 950 m hoher Berg auf der Trinity-Halbinsel des Grahamlands im Norden der Antarktischen Halbinsel. Er ragt 2,88 km nordnordwestlich des Mount Reece, 1,29 km nordöstlich des Skakavitsa Peak, 6,89 km südöstlich des Skoparnik Bluff und 5,39 km südsüdwestlich des Bozveli Peak am nördlichen Ende der Kondofrey Heights auf. Der Victory-Gletscher liegt nördlich und östlich von ihm.
Deutsche und britische Wissenschaftler nahmen 1996 seine Kartierung vor. Die bulgarische Kommission für Antarktische Geographische Namen benannte ihn 2010 nach dem Berg Besbog im bulgarischen Piringebirge.